# جورج بورتر (لاعب كرة قدم)
جورج بورتر (بالإنجليزية: George Porter)‏ (27 يونيو 1992 في المملكة المتحدة - ) هو لاعب كرة قدم بريطاني في مركز الوسط. لعب مع كولتشستر يونايتد ونادي بيرنلي ونادي روتشديل ونادي ليتون أورينت ونادي ليويس وميدستون يونايتد وكراي واندررز وإيه أف سي ويمبلدون وداغنهام وريدبريدج وهاستينغز يونايتد وويلينج يونايتد.

## وصلات خارجية
- جورج بورتر على موقع قاعدة بيانات كرة القدم.إي يو (الإنجليزية)
- جورج بورتر على موقع Soccerbase.com (لاعب) (الإنجليزية)
- جورج بورتر على موقع Soccerway.com (الإنجليزية)